# Bousculade du Hajj en 1990

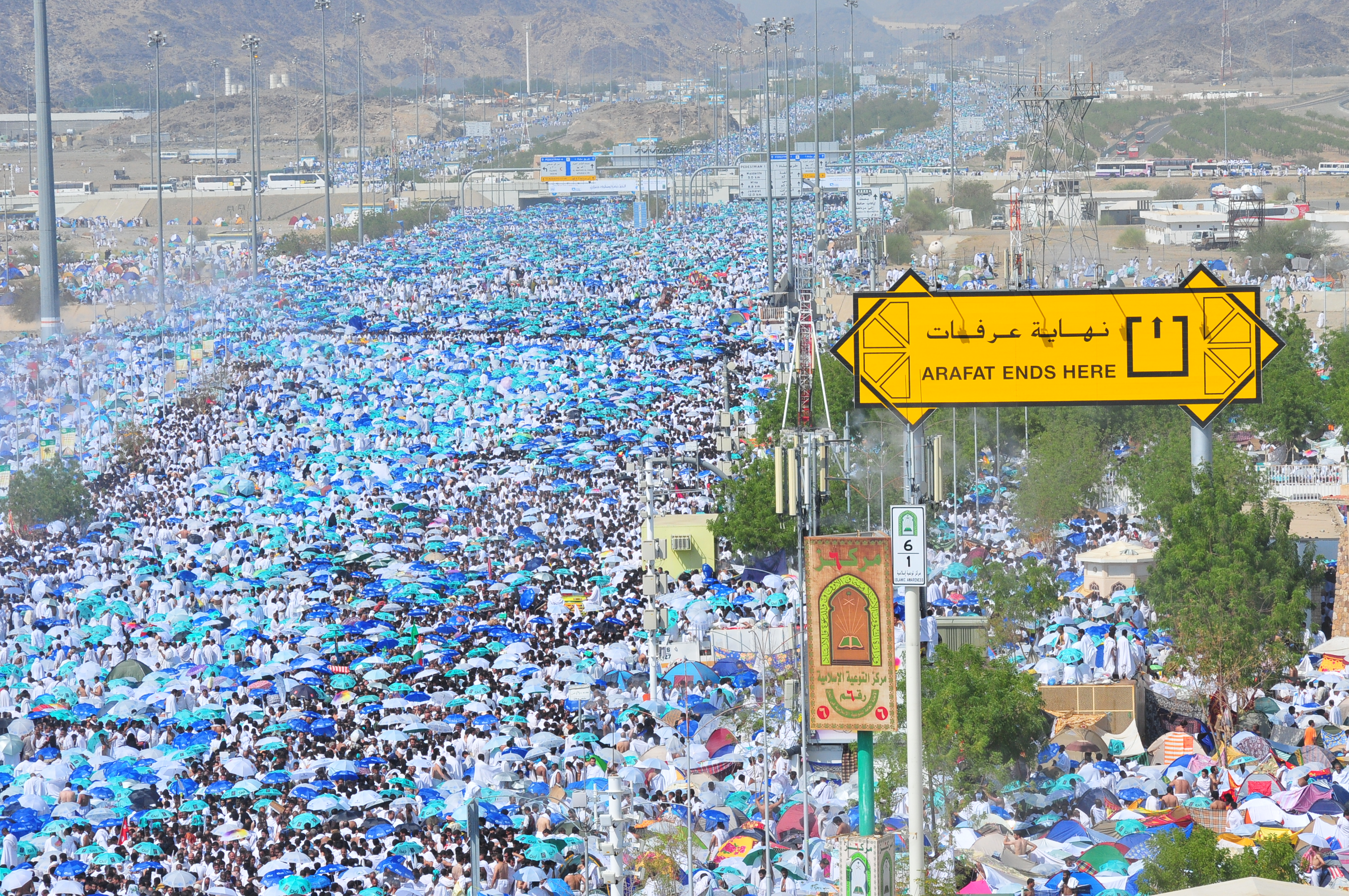
Des pèlerins musulmans sur la plaine d'Arafat

La bousculade du Hajj 1990 est une bousculade qui s'est produite le 2 juillet 1990 à La Mecque, en Arabie saoudite, lors du pèlerinage du Hajj, vraisemblablement à la suite d'une panne du système de ventilation dans un tunnel de 550 mètres, où se produit alors un mouvement de panique. Elle a provoqué par asphyxie et écrasement la mort de 1 426 pèlerins musulmans.
Le pèlerinage du Hajj dans la ville sainte de La Mecque est un des cinq piliers de l'islam et réunit environ quatre millions de musulmans chaque année. La gestion de cette foule de croyants est un défi d'organisation pour la ville sainte, qui voit ensuite des évènements similaires se produire en 1998, en 2006, ainsi qu'en 2015.
La bousculade a eu lieu dans un tunnel de Mina, ville séparée de La Mecque par une dizaine de kilomètres, où se trouvent plusieurs souterrains.